# Jean-Charles Chebat
Jean-Charles Chebat, né le 13 janvier 1945 à Alger et mort le 21 mai 2019 à Haïfa, est un sociologue québécois, professeur émérite de HEC Montréal. Ses recherches portent sur le marketing des services, la persuasion (en particulier dans le domaine de la santé) et les facteurs environnementaux affectant les individus dans un lieu public. 

## Biographie
Jean-Charles Chebat naît à Alger en 1945. Il meurt le 21 mai 2019 à Haïfa. Ses travaux de recherche sont publiés dans des domaines variés, tel que la psychologie de l'environnement, le marketing des services et la psychosociologie de la consommation. Il a publié près de 300 articles scientifiques dans des revues aussi diverses que Journal of Retailing, Journal of Applied Psychology, Environment & Behavior et Journal of Social Psychology et dans des actes de congrès scientifiques; de même que six livres et 11 chapitres de livre. Ses recherches sont abondamment citées par les chercheurs de nombreuses disciplines et utilisées dans les cours universitaires à travers le monde.

## Honneurs
- 1988 : Prix Reconnaissance, de l’Association des MBA du Québec
- 1991 : Prix Jacques-Rousseau, de l’Association canadienne-française pour l'avancement des sciences
- 1994 : Prix Stephen J. Shaw de la Southern Marketing Association
- 1996 : Membre de la Société royale du Canada
- 1997 : Prix Pierre-Laurin, des HEC
- 2001 : Fellow de l'American Psychological Association.
- 2003 : Prix Stratège, de l’Association marketing de Montréal
- 2003 : Prix Pierre-Laurin, des HEC
- 2003 : Fellow de la Society for Marketing Advances
- 2004 : Leader in Business Research Award (Carleton University)
- 2004 : Chevalier de l'Ordre national du Québec
- 2005 : Médaille Sir John William Dawson
- 2005 : Doctorat honoris causa de l'université Rennes 1
- 2006 : Distinguished Fellow of the Academy of Marketing Science
- 2011 : Leader in Business Research Award (Carleton University).
- 2013 : Grand prix « Jean-Guertin » des HEC
- 2015 : Professeur émérite des HEC-Montréal
- 2016 : Hall of fame de l'ESCP
- Récipiendaire de 15 Best paper awards